# 大垣市民プール

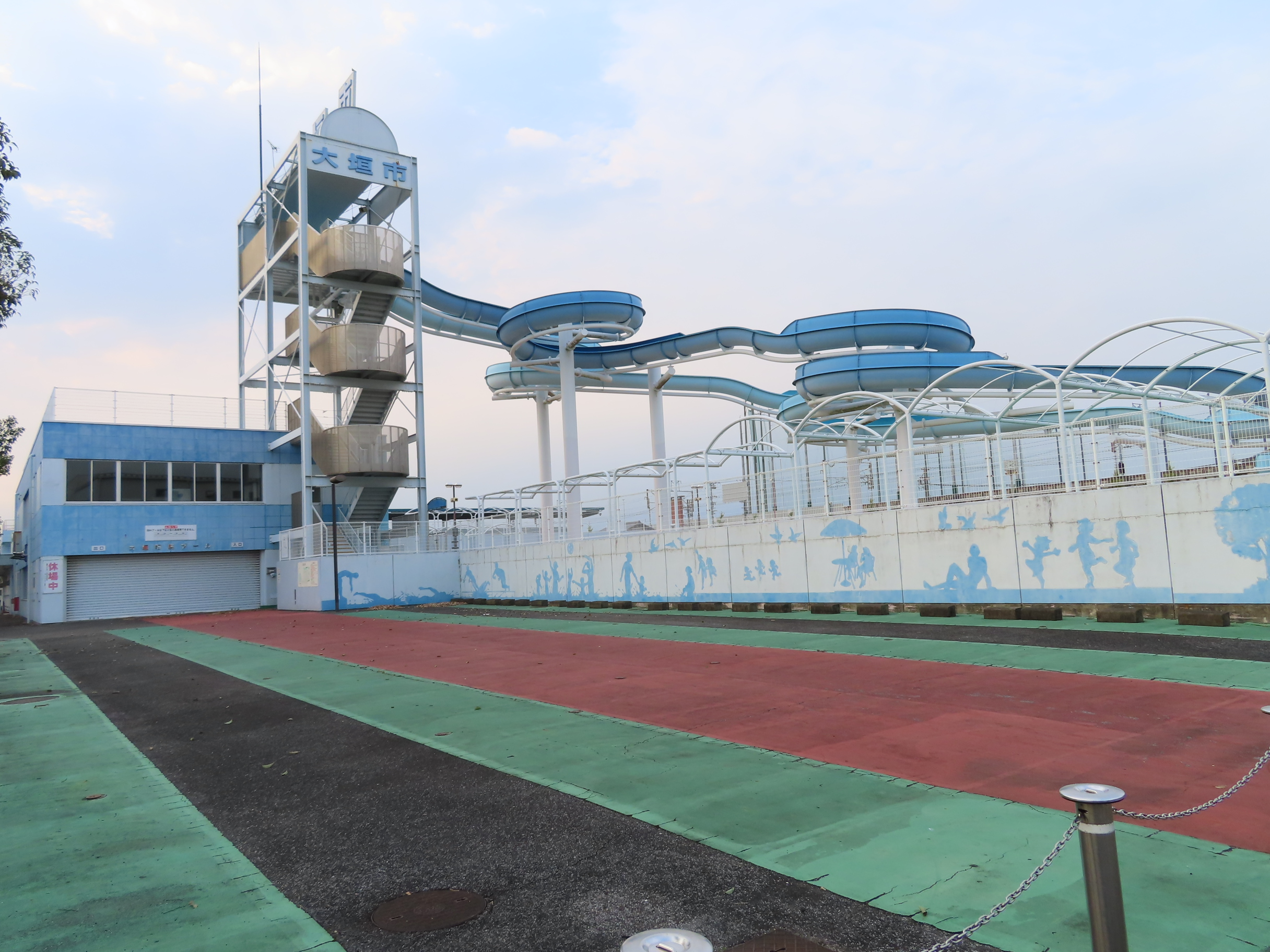
大垣市民プール（2021年10月）

大垣市民プール（おおがきしみんプール）は、岐阜県大垣市にある大垣市の水泳施設である。指定管理者制度により財団法人大垣市体育連盟が管理・運営を行っている。1989年（平成元年）6月オープン。
競技用施設とレジャー用施設を併せ持つ施設で両施設は別々に運営が出来る様に設計されており。競技用施設には水泳連盟公認9コース50mプールを備え、平成12年度全国高校総体（2000年岐阜総体）水泳競技の会場として使用された。また、レジャー用施設にはウォータースライダーと流水プールを備え、夏季にはレジャー施設として一般に利用されている。

## 概要
- 使用期間：7月1日〜8月31日
- 使用時間：午前10時〜午後6時
- 住所：岐阜県大垣市新田町1丁目1番地

## 施設概要

### 競技用
50mプール
- PCコンクリート製 9コース 水泳連盟公認プール（水球併用）
- 長さ50.01m、幅21.0m、深さ1.5〜1.6m（水球部分：長さ30.0m、幅21.0m、深さ2.0〜2.1m）
- スタンド：約600人（屋根付）

25mプール
- FRP製 6コース
- 長さ25.01m、幅13.0m、深さ0.9〜1.1m

### レジャー用
ウォータースライダー
- FRP製
- 長さ約124m、高さ約14.0m、2基、スライダー速度3〜5m／秒

流水プール
- FRP製
- 長さ145m、幅5.0m、深さ0.9m、流速0.6〜0.8m／秒

幼児・徒歩プール
- FRP製
- 深さ0.4〜0.6m、水面積189.7m2
- すべり台2連型、水遊び噴水

## 利用料金
- 一般：600円
- 高校生：400円
- 小・中学生：200円
- 幼児（小学校就学前）：無料

※大垣市民は半額となる。
※有料30人以上の団体は半額割引、11枚綴りの回数券有り。
※年齢満65歳以上で老人（養老）手帳を携帯者は、小学生及び中学生と同額。

## アクセス
- 名阪近鉄バス 大垣駅南口から「市民プール」行きに乗車。終点下車すぐ。